# Première Ligue de baseball (Suisse)
La 1re ligue de baseball (1 Liga en allemand) est actuellement la troisième division du championnat suisse de baseball. Elle est divisée en trois ligues : Est, Ouest et Centrale.

## Ligue Est
Clubs 2006 :
- Jona Bandits
- Romanshorn Submarines
- Wil Devils 2
- Embrach Rainbows 2

## Ligue Ouest
Clubs 2006 :
- Geneva Dragons 3
- Thun Hunters
- Geneva Dragons 2
- Bulle Dozers
- Bern Cardinals 2

## Ligue Centrale
Clubs 2006 :
- Zürich Barracudas 3
- Zürich Challengers 2
- Reussbühl Eagles 2
- Sissach Frogs 2
- Zürich Lions 2